# 트립 투 이탈리아
《트립 투 이탈리아》(영어: The Trip to Italy)는 2014년 공개된 영국의 코미디 영화이다. 마이클 윈터보텀이 연출과 각본을 담당했다. 2010년부터 2020년까지 영국에서 방영된 동명 시트콤 속편에 해당한다. 롭 브라이던과 스티브 쿠건이 허구화한 자기 자신을 연기한다. 2017년 영화 《트립 투 스페인》으로 이어진다.

## 개요
롭 브라이던이 한 신문사 의뢰로 이탈리아 장거리 자동차 여행을 떠난다. 브라이던은 스티브 쿠건과 함께 주로 낭만주의 시인들 발자취를 쫓아 피에몬테주에서 카프리섬까지 이동하며 삶, 사랑, 일을 성찰한다.

## 출연
- 롭 브라이던 - 롭 브라이던 역
- 스티브 쿠건 - 스티브 쿠건 역
- 마르타 바리오 - 욜란다 역
- 로지 펠너 - 루시 역
- 클레어 킬런 - 에마 역
- 로니 앵코나 - 도나 역
- 리베카 존슨 - 샐리 역